# Multistars
Le Multistars est un meeting international d'athlétisme dans les disciplines des épreuves combinées (décathlon chez les hommes et heptathlon chez les femmes). Créée en 1988, la compétition a lieu à Desenzano del Garda jusqu'en 2012, à Florence de 2013 à 2018, à Lana en 2019 et en 2021. En 2022 elle se déroule à Grosseto. Elle fait partie de la Coupe du monde des épreuves combinées IAAF.

## Palmarès
: Record du meeting
| Année | Hommes                 | Hommes          | Hommes    | Femmes             | Femmes               | Femmes    | Réf.  |
| Année | Vainqueur              | Pays            | Points    | Vainqueur          | Pays                 | Points    | Réf.  |
| ----- | ---------------------- | --------------- | --------- | ------------------ | -------------------- | --------- | ----- |
| 1988  | Sasa Karan             | Yougoslavie     | 7554 pts  | Christine Hoss     | Allemagne de l'Ouest | 5547 pts  |       |
| 1989  | Alex Kruger            | Royaume-Uni     | 7637 pts  | Kim Hagger         | Royaume-Uni          | 6047 pts  |       |
| 1990  | Miguel Valle           | Cuba            | 7385 pts  | Liliana Nastase    | Roumanie             | 6342 pts  |       |
| 1991  | Robert Zmelik          | Tchécoslovaquie | 8297 pts  | Liliana Nastase    | Roumanie             | 6482 pts  |       |
| 1992  | Robert Zmelik          | Tchécoslovaquie | 8086 pts  | Liliana Nastase    | Roumanie             | 6565 pts  |       |
| 1993  | Sheldon Blockburger    | États-Unis      | 8296 pts  | Svetla Dimitrova   | Bulgarie             | 6470 pts  |       |
| 1994  | Sándor Munkácsi        | Hongrie         | 7895 pts  | Svetlana Buraga    | Biélorussie          | 6284 pts  |       |
| 1995  | Indrek Kaseorg         | Estonie         | 7998 pts  | Irina Vostrikova   | Russie               | 6106 pts  |       |
| 1996  | Robert Zmelik          | Tchéquie        | 8232 pts  | Karin Periginelli  | Italie               | 5887 pts  |       |
| 1997  | Beniamino Poserina     | Italie          | 8069 pts  | Urszula Włodarczyk | Pologne              | 6063 pts  |       |
| 1998  | Oleksandr Yurkov       | Ukraine         | 8034 pts  | Irina Vostrikova   | Russie               | 6162 pts  |       |
| 1999  | Oleksandr Yurkov       | Ukraine         | 8215 pts  | Gertrud Bacher     | Italie               | 6185 pts  |       |
| 2000  | Jiri Ryba              | Tchéquie        | 8339 pts  | Svetlana Kazanina  | Kazakhstan           | 6111 pts  |       |
| 2001  | Indrek Kaseorg         | Estonie         | 7834 pts  | Svetlana Kazanina  | Kazakhstan           | 6159 pts  |       |
| 2002  | Jaakko Ojaniemi        | Finlande        | 8092 pts  | Julie Hollman      | Royaume-Uni          | 6093 pts  |       |
| 2003  | Dmitriy Karpov         | Kazakhstan      | 8253 pts  | Margaret Simpson   | Ghana                | 5952 pts  |       |
| 2004  | Claston Bernard        | Jamaïque        | 8050 pts  | Marie Collonville  | France               | 6228 pts  |       |
| 2005  | Phil McMullen          | États-Unis      | 8107 pts  | Margaret Simpson   | Ghana                | 6006 pts  |       |
| 2006  | Chris Boyles           | États-Unis      | 7855 pts  | Karolina Tyminska  | Pologne              | 6178 pts  |       |
| 2007  | Paul Terek             | États-Unis      | 8134 pts  | Jessica Ennis      | Royaume-Uni          | 6388 pts  |       |
| 2008  | Frédéric Xhonneux      | Belgique        | 8142 pts  | Marie Collonville  | France               | 6256 pts  |       |
| 2009  | Jake Arnold            | États-Unis      | 7 994 pts | Jessica Ennis      | Royaume-Uni          | 6 587 pts |       |
| 2010  | Jake Arnold            | États-Unis      | 7 994 pts | Marina Goncharova  | Russie               | 6 008 pts |       |
| 2011  | Luiz Alberto de Araújo | Brésil          | 7 858 pts | Margaret Simpson   | Ghana                | 6 270 pts |       |
| 2012  | Dmitriy Karpov         | Kazakhstan      | 8 172 pts | Sofia Ifadidou     | Grèce                | 6 109 pts | [ 1 ] |
| 2013  | Andrei Krauchanka      | Biélorussie     | 8 390 pts | Anouk Vetter       | Pays-Bas             | 5 872 pts |       |
| 2014  | Eelco Sintnicolaas     | Pays-Bas        | 8 161 pts | Morgan Lake        | Royaume-Uni          | 5 896 pts |       |
| 2015  | Paweł Wiesiołek        | Pologne         | 7 863 pts | Sofía Ifadídou     | Grèce                | 5 900 pts |       |
| 2016  | Lars Vikan Rise        | Norvège         | 7 868 pts | Vanessa Spínola    | Brésil               | 6 100 pts |       |
| 2017  | Jefferson Dos Santos   | Brésil          | 7 728 pts | Evelis Aguilar     | Colombie             | 6 228 pts |       |
| 2018  | Martin Roe             | Norvège         | 8 228 pts | Erica Bougard      | États-Unis           | 6 327 pts |       |
| 2019  | Jan Doležal            | Tchéquie        | 8 117 pts | Annie Kunz         | États-Unis           | 5 971 pts |       |
| 2021  | Martin Roe             | Norvège         | 8 055 pts | María Vicente      | Espagne              | 6 304 pts |       |
| 2022  | Markus Rooth           | Norvège         | 8 307 pts | Annik Kälin        | Suisse               | 6 398 pts |       |

## Médaillés (depuis 2009)

### Hommes
| Year | Or                     | Or          | Or        | Argent             | Argent           | Argent    | Bronze             | Bronze         | Bronze    |
| ---- | ---------------------- | ----------- | --------- | ------------------ | ---------------- | --------- | ------------------ | -------------- | --------- |
| 2009 | Jake Arnold            | États-Unis  | 7 994 pts | Roland Schwarzl    | Autriche         | 7 913 pts | Willem Coertzen    | Afrique du Sud | 7 907 pts |
| 2010 | Jake Arnold            | États-Unis  | 8 141 pts | Leonel Suárez      | Cuba             | 8 112 pts | Yordani García     | Cuba           | 8 048 pts |
| 2011 | Luiz Alberto de Araújo | Brésil      | 7 858 pts | Brent Newdick      | Nouvelle-Zélande | 7 780 pts | Hamdi Dhouibi      | Tunisie        | 7 731 pts |
| 2012 | Dmitriy Karpov         | Kazakhstan  | 8 172 pts | Ashley Bryant      | Royaume-Uni      | 7 689 pts | Einar Larusson     | Islande        | 7 590 pts |
| 2013 | Andrei Krauchanka      | Biélorussie | 8 390 pts | Ashley Bryant      | Royaume-Uni      | 7 985 pts | Paweł Wiesiołek    | Pologne        | 7 727 pts |
| 2014 | Eelco Sintnicolaas     | Pays-Bas    | 8 161 pts | Ashley Bryant      | Royaume-Uni      | 7 802 pts | Pieter Braun       | Pays-Bas       | 7 773 pts |
| 2015 | Paweł Wiesiołek        | Pologne     | 7 863 pts | Liam Ramsay        | Royaume-Uni      | 7 752 pts | Simone Cairoli     | Italie         | 7 611 pts |
| 2016 | Lars Vikan Rise        | Norvège     | 7 868 pts | Martin Roe         | Norvège          | 7 855 pts | Miller Moss        | États-Unis     | 7 712 pts |
| 2017 | Jefferson Dos Santos   | Brésil      | 7 728 pts | Simone Cairoli     | Italie           | 7 535 pts | Gaël Quérin        | France         | 7 363 pts |
| 2018 | Martin Roe             | Norvège     | 8 228 pts | Yury Yamerich      | Biélorussie      | 7 985 pts | Taavi Tsernjavski  | Estonie        | 7 873 pts |
| 2019 | Jan Doležal            | Tchéquie    | 8 117 pts | Kristjan Rosenberg | Estonie          | 7 950 pts | Mathias Brugger    | Allemagne      | 7 927 pts |
| 2021 | Martin Roe             | Norvège     | 8 055 pts | Adam Helcelet      | Tchéquie         | 8 025 pts | Fredrick Samuelson | Suède          | 7 815 pts |
| 2022 | Markus Rooth           | Norvège     | 8 307 pts | Sander Skotheim    | Norvège          | 8 298 pts | Dario Dester       | Italie         | 8 109 pts |

### Femmes
| Year | Or                | Or          | Or        | Argent                   | Argent           | Argent    | Bronze                    | Bronze       | Bronze    |
| ---- | ----------------- | ----------- | --------- | ------------------------ | ---------------- | --------- | ------------------------- | ------------ | --------- |
| 2009 | Jessica Ennis     | Royaume-Uni | 6 587 pts | Hanna Melnychenko        | Ukraine          | 6 077 pts | Yuliya Tarasova           | Ouzbékistan  | 5 989 pts |
| 2010 | Marina Goncharova | Russie      | 6 008 pts | Margaret Simpson         | Ghana            | 5 929 pts | Hanna Melnychenko         | Ukraine      | 5 895 pts |
| 2011 | Margaret Simpson  | Ghana       | 6 270 pts | Marina Goncharova        | Russie           | 5 995 pts | Francesca Doveri          | Italie       | 5 988 pts |
| 2012 | Sofía Ifadídou    | Grèce       | 6 109 pts | Blandine Maisonnier      | France           | 6 082 pts | Katarina Johnson-Thompson | Royaume-Uni  | 6 007 pts |
| 2013 | Anouk Vetter      | Pays-Bas    | 5 872 pts | Jo Rowland               | Royaume-Uni      | 5 638 pts | Nadine Visser             | Pays-Bas     | 5 577 pts |
| 2014 | Morgan Lake       | Royaume-Uni | 5 896 pts | Katsiaryna Netsviatayeva | Biélorussie      | 5 868 pts | Jessica Zelinka           | Canada       | 5 853 pts |
| 2015 | Sofía Ifadídou    | Grèce       | 5 900 pts | Katsiaryna Netsviatayeva | Biélorussie      | 5 806 pts | Uhunoma Osazuwa           | Nigeria      | 5 794 pts |
| 2016 | Vanessa Spínola   | Brésil      | 6 100 pts | Portia Bing              | Nouvelle-Zélande | 5 987 pts | Sofía Ifadídou            | Grèce        | 5 953 pts |
| 2017 | Evelis Aguilar    | Colombie    | 6 228 pts | Yana Maksimava           | Biélorussie      | 5 901 pts | Tamara de Souza           | Brésil       | 5 866 pts |
| 2018 | Erica Bougard     | États-Unis  | 6 327 pts | Alex Gochenour           | États-Unis       | 6 063 pts | Lecabela Quaresma         | Portugal     | 5 886 pts |
| 2019 | Annie Kunz        | États-Unis  | 5 971 pts | Kate O'Connor            | Irlande          | 5 881 pts | Riley Cooks               | États-Unis   | 5 873 pts |
| 2021 | María Vicente     | Espagne     | 6 304 pts | Kate O'Connor            | Irlande          | 6 297 pts | Marthe Koala              | Burkina Faso | 6 238 pts |
| 2022 | Annik Kälin       | Suisse      | 6 398 pts | Sveva Gerevini           | Italie           | 6 011 pts | Claudia Conte             | Espagne      | 5 914 pts |